# Anopetia
Anopetia (heremietkolibries) is een geslacht van vogels uit de familie kolibries (Trochilidae) en de onderfamilie Phaethornithinae (heremietkolibries). Er is één soort:
- Anopetia gounellei – Oranjestuitheremietkolibrie